# (1152) Pawona
(1152) Pawona – planetoida z pasa głównego asteroid okrążająca Słońce w ciągu 3 lat i 286 dni w średniej odległości 2,43 au. Została odkryta 8 stycznia 1930 roku w Landessternwarte Heidelberg-Königstuhl w Heidelbergu przez Karla Reinmutha. Nazwa planetoidy odnosi się do współpracy astronomów Johanna Palisy i Maxa Wolfa. Przed nadaniem nazwy planetoida nosiła oznaczenie tymczasowe (1152) 1930  AD.